# Исаев, Юрий Николаевич
Юрий Николаевич Исаев (род. 13 февраля 1969, Норваш-Шигали, Батыревский район, Чувашская АССР, РСФСР, СССР) — российский региональный (Чувашская Республика) государственный, муниципальный, профсоюзный и политический деятель; учёный-языковед, организатор науки и образования; чувашский писатель. Доктор филологических наук (2016), имеет учёное звание доцента (2007). Профессор (с 2010) Чувашского государственного университета имени И. Н. Ульянова. Директор Чувашского государственного института гуманитарных наук (2010—2016; с 2024). 
Заместитель Руководителя Администрации Президента Чувашской Республики (2009—2010), депутат (2015—2016) Государственного совета Чувашской Республики V созыва, министр образования и молодежной политики Чувашской Республики (2016—2018); заместитель Руководителя Администрации Главы Чувашской Республики (2018). Ректор Чувашского республиканского института образования (2018—2024).

## Биография

### Происхождение
Юрий Исаев родился 13 февраля 1969 года в селе Норваш-Шигали Батыревского района Чувашской АССР в чувашской крестьянской семье; родители — Николай Алексеевич и Светлана Васильевна Исаевы.
Среднее образование получил в школе родного села (каждый класс занимал отдельную избу, отапливаемую дровами), которую окончил в 1986 году. Первая учительница — Лидия Харитоновна Кошкина. В школе учился на «хорошо» и «отлично», был организатором школьных и районных мероприятий, в старших классах проводил «уроки мужества и патриотизма», увлекался фотографией, спортом (к окончанию школы имел I взрослый разряд по вольной борьбе; участвовал и занимал призовые места на районных и республиканских соревнованиях). Любимыми предметами в школе были: химия, геометрия, история. По собственному признанию, «был нормальным ребёнком» — «мы занимались вольной борьбой с первого класса, и быть прилежным в секции вольной борьбы – это вот какой-то моветон». В детстве получил серьёзную травму конечностей.
Детство и юность тесно были связаны с сельским трудом: день начинался в 5—6 утра с обработки в поле «лука, картофеля, свеклы»; с какого-то времени начали разводить кроликов (150—160 голов) и нутрию (60—70); работал с отцом в лесной пасеке из 130—140 улей; подрабатывал на сенокосе и на рубке леса; работал также в колхозе конюхом, «на току». После окончания школы, не поступив на исторический факультет, в сентябре 1986 года устроился лифтёром (помощником электрика) в отдел главной энергетики Чувашского государственного университета им. И. Н. Ульянова (Чебоксары) и работал на этой должности до ноября 1987 года, получая заработную плату в размере «71 рубль».
С декабря 1987 года по декабрь 1989 года в городе Оренбурге проходил срочную военную службу в Вооружённых Силах СССР; служба проходила в строительных войсках, где Ю. Н. Исаев освоил профессии отделочника, штукатура, плиточника, каменщика, работая на строительстве военного аэродрома, жилья для офицерского состава и казарм авиационного училища; в армии работал также электриком, нормировщиком. По словам самого Ю. Исаева, в стройбате «мы сами себе приобретали еду, одежду и другие вещи».
После возвращения из армии в начале 1990 года посещал курсы подготовки к поступлению в ЧГУ им. И. Н. Ульянова, после которых по совету литературоведа Абрамова В. А. и языковеда Андреева В. В. поступил на факультет чувашской филологии и культуры вуза, который окончил в 1995 году по специальности «Чувашский язык и литература». Из студенческих наставников выделяет чувашского языковеда П. Я. Яковлева. В составе студотряда участвовал на уборке урожая под Волгоградом.

### Административная и политическая деятельность
С июля 1993 года работал в должности председателя профсоюзного комитета студентов Чувашского государственного университета им. И. Н. Ульянова. Осенью 1993 года был в составе делегации вузовской общественности в Москве при обсуждении проекта Конституции Российской Федерации, которое проводил Президент России Б. Н. Ельцин. По словам Исаева, «В прямом смысле слова было совсем нескучно. Ельцин выступал минут десять, потом часа полтора свои произведения читал Михаил Жванецкий. А тогдашний ректор ЧГУ Лев Кураков сумел пробиться к Борису Николаевичу и вручить ему свою очередную книгу. Что касается непосредственно Конституции, то, по моему мнению, она позволила собрать разваливавшуюся страну воедино. Но в нашей республике против неё категорически выступали коммунисты и представители национального движения».
В должности председателя профкома ЧГУ Юрий Исаев проработал 11 лет — до марта 2004 года. Ю. Н. Исаев об особенностях работы профкома студентов в те годы: «Система социальной защиты студентов была довольно консервативной. Необходимо отметить, что в то время в стране была неразбериха. Определенных указаний, как работать и в каком направлении не было. Работали в основном по отлаженной схеме, установившейся в советские годы. Большую помощь в 90-е годы нам оказывала организация РАПОС (Российская ассоциация профсоюзов студентов). РАПОС возглавлял в то время О. Денисов. Нашим куратором по линии РАПОСА был выходец из Нижнего Новгорода Михаил Мирный. Эта организация нам значительно помогла». По должности входил в состав Учёного совета вуза. В это время по совместительству также работал в должности директора Дворца культуры ЧГУ им. И. Н. Ульянова. В 2002 году вступил в партию «Единая Россия».
С 22 марта 2004 года — на муниципальной службе в должности заместителя главы администрации города Чебоксары — начальника управления делами и контроля; председатель административной комиссии города Чебоксары. С января 2006 по июнь 2009 года — руководитель аппарата администрации города Чебоксары в статусе заместителя главы (вице-мэра) города Чебоксары. 15 февраля 2006 года Ю. Исаев предложил ввести в состав Общественного совета при главе города Чебоксары ректора Чебоксарского Епархиального духовного училища, настоятеля Чебоксарского Воскресного храма, протоиерея Михаила; муфтия Чувашской Республики — председателя Духовного Управления мусульман Чувашской Республики А. Р. Крганова; председателя «Чувашского национального конгресса» Г. Н. Архипова.
Был одним из организаторов референдума по вопросу объединения городов Чебоксары и Новочебоксарск; в 2007—2008 годах Ю. Н. Исаев отметил: «Объединение двух городов позволит повысить качество жизни горожан до уровня европейских стандартов»; «малые города численностью менее 500,0 тыс. человек также являются неконкурентоспособными по сравнению с крупными городами. Так, такие крупные компании, как торговые комплексы MEGA и шведская IKEA, французская сеть гипермаркетов АШАН, немецкая группа компаний OBI и другие расширяют торговую сеть на наиболее динамичных рынках крупных городов численностью населения от 500,0 тыс. жителей и выше».
В 2007 году Ленинский районный суд города Чебоксары дважды признавал незаконными действия Ю. Н. Исаева, как заместителя главы администрации города, отказывавшего КПРФ в проведении митингов на территории города Чебоксары. С 2007 по 2011 год — член Центральной избирательной комиссии Чувашской Республики от «Единой России».
С июня 2009 по май 2010 года — глава Управления делами администрации Президента Чувашской Республики, заместитель Руководителя Администрации Президента Чувашской Республики. До апреля 2010 года — член Комиссии по вопросам помилования при Президенте Чувашии. С 2010 — член Совета ректоров вузов Чувашской Республики.
В 2011 году был кандидатом в депутаты Государственного Совета Чувашской Республики от партии «Единая Россия» по единому избирательному округу (не был избран).
В 2013 году Юрий Исаев был кандидатом на должность ректора Чувашского госуниверситета имени И. Н. Ульянова. Кроме Юрия Исаева претендентами на должность министра были: министр образования молодёжной политики Чувашской Республики В. Н. Иванов, проректор ЧГУ им. И. Н. Ульянова А. Ю. Александров, заведующая Кафедрой социальных технологий Чебоксарского филиала РАНХиГС Н. Г. Семедова-Полупан, заведующий Кафедрой региональной экономики и предпринимательства ЧГУ А. Е. Яковлев. 8 ноября 2013 года на заседании Аттестационной комиссии Минобрнауки России под руководством министра Д. В. Ливанова были согласованы кандидатуры А. Ю. Александрова и Ю. Н. Исаева. 10 декабря 2013 года на конференции научно-педагогических работников, представителей других категорий работников и обучающихся в результате тайного голосования Ю. Н. Исаев с 13 голосами уступил А. Ю. Александрову, который в итоге был избран ректором вуза: по итогам тайного голосования за А. Ю. Александрова проголосовали 207 из 221 делегата.
С июня 2015 года является заместителем председателя Общественного совета при Администрации Главы Чувашской Республики. В этом же году принял участие на праймериз на должность Главы Чувашии от регионального отделения партии «Единая Россия».
Юрий Исаев также является членом Попечительского совета Чувашского государственного университета им. И. Н. Ульянова; членом Регионального Политического совета партии «Единая Россия» в Чувашской Республике; председателем Межведомственной комиссии по чувашскому языку Кабинета Министров Чувашской Республики.
С октября 2015 по сентябрь 2016 года — депутат Государственного совета Чувашской Республики; член Комитета по бюджету, финансам и налогам. В 2016 году был кандидатом в депутаты Государственного Совета Чувашской Республики IV созыва по списку от партии «Единая Россия». С 9 сентября 2016 года по 17 января 2018 года — министр образования и молодежной политики Чувашской Республики. С 18 января по 2 апреля 2018 года — заместитель руководителя Администрации Главы Чувашской Республики. Со 2 апреля 2018 года по 16 апреля 2024 года — ректор Бюджетного учреждения Чувашской Республики дополнительного профессионального образования «Чувашский республиканский институт образования» Министерства образования и молодежной политики Чувашской Республики.

### Научная и преподавательская деятельность
Во время работы председателем профкома ЧГУ им. И. Н. Ульянова по совместительству также работал преподавателем вуза. В 2000 году Ю. Н. Исаев получил второе высшее образование (диплом по специальности «юриспруденция»). В 2002 году становится кандидатом филологических наук; тема кандидатской диссертации — «Чувашские эмотивные антропосемизмы и их синонимические ряды (пейоративное семантическое поле „человек“)» (научный руководитель — доктор филологических наук, профессор В. И. Сергеев).
С 2004 по 2007 год — доцент Кафедры чувашского языкознания и востоковедения им. М. Р. Федотова; с 2007 по 2010 год — доцент Кафедры методики преподавания чувашского языка и литературы; с 2010 по 2015 год — профессор Кафедры культурологии и межкультурной коммуникации ЧГУ им. И. Н. Ульянова.
С июня 2010 по сентябрь 2016 года — директор Государственного научного учреждения «Чувашский государственный институт гуманитарных наук», главный редактор многотомной «Чувашской энциклопедии», главный редактор научного журнала «Чувашский гуманитарный вестник». С 2012 по 2018 год — член Совета по развитию гуманитарной науки в Чувашской Республике.
В 2013 году был одним из научных кураторов археологических работ (в чебоксарском Сквере им. К. В. Иванова), связанных с бабушкой первого царя из династии Романовых — Марии Шестовой. В 2014 году — участник Ашмаринских чтений (Чебоксары).
В 2014 году прошел профессиональную переподготовку в Российской академии народного хозяйства и государственной службы при Президенте Российской Федерации по программе «Государственное и муниципальное управление».
Указом временно исполняющего обязанности Главы Чувашии от 18 июня 2015 года № 85 Юрию Исаеву присуждена Государственная премия Чувашской Республики 2014 года и присвоено звание «Лауреат Государственной премии Чувашской Республики» в области гуманитарных наук за цикл работ, состоящий из трёх монографий, посвящённых одной теме — флористической терминологии «Словообразовательный и семантический анализ флористической терминологии языков различных систем», «Флористическая терминология в языках Туранского союза», «Фитонимический концептуарий как словарь нового типа».
С 2015 года на должности профессора Кафедры чувашской филологии и культуры ЧГУ им. И. Н. Ульянова. Ю. Н. Исаев является автором более 80 научных и учебно-методических работ (из них — 5 монографий) (2018) по вопросам лексической семантики, этимологии и словообразования чувашского языка, лингвокультурологии; областью научных интересов также являются языкознание, сравнительная грамматика русского и чувашского языков, лексикология, семиотика. Комментируя вопрос о возрасте города Чебоксары в 2015 году Юрий Исаев сообщил: «по летоисчислению Чебоксар появились новые факты. Сейчас готовится к публикации очень солидное издание <…>. И в нём приводятся данные археологов, свидетельствующие о том, что город значительно старше, чем принято ныне полагать».
В 2016 году состоялась защита диссертации на соискание ученой степени доктора филологических наук по теме «Фитонимическая картина мира в разноструктурных языках»; научным консультантом выступил доктор филологических наук, профессор В. И. Сергеев. С 6 апреля 2018 года — член Учёного совета Чувашского государственного института гуманитарных наук.
Является автором книги «Ҫĕнĕ касăн шухă яшĕсем» (Сенькассинские удалые парни), за которую в 2022 году по итогам конкурса на присуждение авторам рукописей на чувашском языке, проведенного Минцифры Чувашии, получил денежное поощрение за победу в номинации «Произведение для детей среднего школьного возраста».

## Личная жизнь, убеждения

### Семья и личная жизнь
Отец — Николай Алексеевич Исаев (род. в 1943) — работал на различных должностях предприятий и учреждений села Норваш-Шигали Батыревского района: в животноводческой ферме — скотником; после обучения в школе ДОСААФ — водителем молоковоза, грузовых автомобилей; заведующим ремонтной мастерской; ответственным за хозяйственную часть в сельской школе; в дальнейшем — на ферме, где отвечал за ремонт автопоилок и других механизмов. Мать — Светлана Васильевна Исаева — многие годы проработала в пекарне села Норваш-Шигали; удостаивалась звания «Лучший пекарь района». 8 июля 2019 года родители Ю. Н. Исаева, состоящие в браке с 19 марта 1969 года, награждены орденом «За любовь и верность» Чувашской Республики.
У Юрия Исаева две сестры, имеющие высшее педагогическое образование и работающие учителями (2003): Галина — учитель в городе Ядрин Чувашской Республики, Алена — учитель чувашского языка и литературы в Чебоксарах. Среди родственников — Воронова Инна Васильевна — доцент Чувашской государственной сельскохозяйственной академии, кандидат сельскохозяйственных наук.
Юрий Исаев проживает в городе Чебоксары. Женат со студенческих лет; супруга — выпускница чувашского отделения филологического факультета ЧГУ им. И. Н. Ульянова Лариса Ивановна Исаева, с которой долгое время жил в студенческом общежитии. По словам Юрия Исаева, «не ждали большого состояния сверху», «квартиру, всё остальное заработали сами», «помогали разве что только родители». Воспитывает двоих детей, получивших начальное и среднее образование в чебоксарских школах: в Лицее № 1 и Гимназии № 5.
Дочь Ирина (род. 09.01.1994) — врач-стоматолог поликлиники «Центральная» АУ «Городская стоматологическая поликлиника» Минздрава Чувашии (2017), член Ассоциации стоматологов Чувашской Республики. Школьницей (2007) участвовала в Международном лагере «Встреча культур» в Венгрии, окончила стоматологический факультет ЧГУ им. И. Н. Ульянова (2011—2016). Сын Лев (род. 16.09.1999) в 2014 году участвовал в Ашмаринских чтениях с докладом «Некоторые топонимы г. Чебоксары» (в соавторстве с отцом); осенью 2013 года в Чебоксарах в качестве волонтёра участвовал в археологических раскопках с целью поиска усыпальницы бабушки царя Михаила Фёдоровича Романова — Марии Шестовой.
В одном из интервью: на вопрос «Любимое блюдо» отвечает — «Простая еда, приготовленная из выращенного в собственном огороде. Без майонеза и т. п.»; «Много ли у Вас друзей?» — «Каждый год их количество становится всё меньше»; «Что самое главное в мужчине» — «Ум»; «Какой праздник отмечаете особо» — «31 июля. Годовщину образования семьи»; «Философия жизни» — «Люблю жить в равновесии. Готов даже бороться с теми, кто его нарушает». Увлекается футболом, ходьбой, столярным делом, ходит в бассейн; путешествует (Индия, 1994; Турция).
Согласно декларации в 2015 году имел доход 1 322 710,02 руб.; супруга имела доход 271 801,73 руб. Владел следующим недвижимым имуществом: земельный участок, 500 кв. м.; квартира, 117.3 кв. м (в пользовании с сыном квартирой супруги); супруга также владела с сыном квартирой 76.1 кв. м (долевая собственность 0.5). Ю. Н. Исаев владел в 2015 году транспортным средством — автомобиль легковой Kia Sorento XM.

### Убеждения и взгляды

#### Общественная и педагогическая позиция
По мнению Юрия Исаева (2005), Масленицу можно сравнить «со всемирно известными Венецианским и Бразильским карнавалами», когда «люди гуляют и веселятся на протяжении многих дней подряд». День космонавтики, по мнению Исаева (2007), всегда будет «символом силы и мощи российского государства, символом надежд и новых открытий».
Исаев констатирует: «Чем больше народ получает знания, тем меньше рожает детей. <…> Сегодня имеются достаточные условия для хорошей учёбы, жизни, для карьеры и бизнеса. Но в такое время мы начинаем больше думать о себе. Чувство эгоизма начинает превалировать. Общинное сознание сменяется индивидуалистическим сознанием. Этот процесс мы не можем остановить». В 2015 году заявил: «шкул лайăх ĕçлет тĕк, ачасем лайăх вĕренеççĕ, ачасем лайăх вĕренеççĕ тĕк, пурнăçра хăйсем валли ĕç тупма пултаракан çынсем пулса тăраççĕ».
По мнению Ю. Исаева, в основной массе людей человека выделяет выбранная профессия; поэтому школа, родители обязаны с малолетства детей учить стать «самым лучшим, конкурентоспособным», чтобы в будущем они стали «квалифицированными хорошими специалистами» в любой отрасти (2016). Министр образования Чувашии Юрий Исаев согласен (2017) с позицией родителей, которые «стараются прививать желание учиться <...> в некоторой степени через условное насилие, надо заставлять детей обучаться в любом случае. Это приносит результаты». По мнению Ю. Исаева, в жизни ребёнка необходимы «некие условные конфликты (в хорошем смысле), потому что вырабатывается иммунитет к разным проявлениям у ребёнка»; «конфликтуя, соперничая <...> человек вырабатывает у себя внутри навыки противодействия, какую-то агрессию. Это, в принципе, неплохо». Министр утверждает, что «если в школе [классе] большое количество детей обучается, это хорошо детям. Потому что большое количество определяет конкуренцию. Конкуренция определяет лучшие качества — человек хочет, он должен выжить, он должен показать самые лучшие качества свои. Соответственно, он становится лучше, его качество становится лучше, он лучше будет мотивирован. А когда меньшее количество детей в школе, в классе (10, 5 человек) — там нет конкуренции, там какая-то вялость» (2017). Юрий Исаев в 2017 году заявил, что в регионе «выстроили системную работу по выращиванию наших детей и подготовке наших детей к лучшей взрослой жизни».
Министр Ю. Исаев о ЕГЭ (2017): «я уверен, ЕГЭ необходим, потому что нужен независимый от школы контроль положения дел в образовательной сфере. А волнение неизбежно на любом экзамене, и это в какой-то степени даже хорошо — оно держит в тонусе, не дает расслабиться».
С 2017 года Ю. Н. Исаев является членом редакционной коллегии журнала «Халăх шкулĕ — Народная школа» (официальный орган Министерства образования и науки Чувашской Республики).

#### Тюрки
Ю. Н. Исаев является членом Международной Тюркской академии (Астана, Казахстан), выступает за вступление Чувашии в Международную организацию тюркской культуры (ТюрКСОЙ). 6 октября 2015 года в интервью о своём участии в научной конференции в Анкаре (Турция) Ю. Исаев заявил: «Нас [чувашей] не стараются притянуть к себе Европа или англоязычный мир. Однако кроме них существуют и другие миры. …Мир тюркского народа. Очень мощный… Он для нас родной. С культурной и религиозной точек зрения они, конечно, стоят в стороне от нас. Но по языку мы с ними очень тесно связаны. Организация ТюрКСОЙ не является для нас врагом. <…> Мы озабочены тем, что к настоящему времени нет соглашения между нашим [Чувашской Республики] правительством и ТюрКСОЙ».
23 мая 2017 года Ю. Н. Исаев присутствовал на встрече Главы Чувашской Республики М. В. Игнатьева с генеральным консулом Турции в Казани Турханом Дильмачем; на встрече поднимался вопрос о сотрудничестве между Чувашским государственным университетом им. И. Н. Ульянова и турецким Институтом имени Юнуса Эмре.
22 ноября 2014 года в Чувашском государственном институте гуманитарных наук Юрий Исаев вёл церемонию награждения призёров регионального этапа Международного литературного конкурса имени Махмуда Кашгари, являющегося конкурсом среди литераторов тюркских стран; на встрече присутствовали вице-консул Генерального консульства Турции в Казани Осман Гёктюрк, губернатор турецкого города Эскишехир Гюнгёр Азим Туна, председатель Союза писателей Евразии Якуп Омероглу (Турция).

#### Чувашский язык
Юрий Исаев выступает за строгое соблюдение закона Чувашской Республики об использовании чувашского языка; является противником расформирования национальных республик России с последующей губернизацией. Исаев с симпатией относится к Интернет-проектам на чувашском языке: «Чăваш халăх сайчĕ», «Ирĕклĕ сăмах». В 2015 году участвовал в VI лагере по изучению чувашского языка, организуемой чувашской националистической общественной организацией «Хавал». По мнению Исаева: «В Российской Федерации достойно организована языковая политика. Чувашский народ имеет много прав. Нужно только уметь ими пользоваться. К примеру, в Чебоксарах никто не препятствует писать или разговаривать на русском. Такое происходит от неуважения к родному языку, от необдуманных действий некоторых лиц. В других странах национальная и языковая политики очень жесткие. В них имеется общеобязательный главный язык. Для других — только вспомогательные нормы. Малым языкам тяжелее. У нас условия лучше. Конституция не запрещает называть Чувашскую Республику „государством“. Но наши депутаты три-четыре года назад перестали говорить о Чувашии, как о государстве. В этом следует винить себя, а не власти. Мы не умеем избирать депутатов, способных защищать интересы народа».
Юрий Исаев призывает педагогов больше внимания уделить развитию чувашского языка: «С детства мы обязаны любить и уважать свой родной язык, а этому в первую очередь должна учить семья, садик, школа».
В 2014 году предложил одну из улиц Чебоксар назвать в честь основоположника научной чувашской фольклористики Гурия Комиссарова, который, по словам Исаева, «Для Чувашии многое сделал. И его авторитет, его деятельность способствовала тому, чтобы в принципе сама идентификация чувашского этноса возросла».

### Примечательные факты
- В 2009 году прокуратурой Ленинского района города Чебоксары проверкой выявлен факт нарушения рекламодателем[~ 7] законодательства о рекламе. В двух номерах журнала «Антенна-Телесемь. Чебоксары» была «размещена и распространена реклама» с указанием на то, что объект рекламирования одобряется Юрием Исаевым — должностным лицом органа местного самоуправления (что запрещено законом). В рекламных сообщениях с заголовком «Двери в мечту» содержалось изображение Юрия Исаева, в то время — заместителя главы администрации города Чебоксары, на фоне двери. Под изображением имелся текст: «Юрий Николаевич Исаев, заместитель главы администрации г. Чебоксары: — О такой двери из красного дерева я мечтал уже давно, но нашел только в торговом доме „Мегаполис“! Добротная, из шпона, с изысканно-строгим дизайном. Настоящая „мужская дверь“, мы с ней подходим „характерами“»[71].

- В 2014 году Ю. Исаев, как директор ЧГИГН, рекомендовал сотрудникам института «не иметь дела с теми банками, которые отказываются поддерживать развитие науки в республике»; это событие было отмечено в Мониторинге основных событий социально-политической жизни регионов (август 2014), опубликованном фондом «Петербургская политика»[72].

- Сын Юрия Исаева — Исаев Лев Юрьевич (род. 1999) — был назван в честь Заслуженного деятеля науки Российской Федерации, ректора ЧГУ им. И. Н. Ульянова (1990—2009) Льва Куракова.

- В 2017 году инициировал обсуждение проекта закона, согласно которому «предлагается закрепить обязанность юридических лиц и предпринимателей уведомлять родителей ребёнка в случае обнаружения его в местах, которые могут причинить вред здоровью, интеллектуальному, психическому и духовно-нравственному развитию детей (ресторанах, винных и пивных барах, рюмочных и др.), а также в общественных местах в ночное время без сопровождения родителей. Предприниматели уведомляют родителей, законных представителей и организаторов мероприятий всеми возможными способами связи и до приезда родителей принимают меры по недопущению причинения вреда здоровью ребёнка»[73].

## Награды, чины и звания
- Орден «За заслуги перед Чувашской Республикой» (2022);
- Памятная медаль «100-летие образования Чувашской автономной области» (2020);
- Почётная грамота Министерства образования Российской Федерации (2004) — за многолетнюю добросовестную работу по защите социальных прав студентов учреждений высшего профессионального образования Российской Федерации;
- Почётное звание «Почётный работник науки и техники Российской Федерации» (2016, награда Министерства образования и науки Российской Федерации);

- Благодарственное письмо Президента Российской Федерации (2018) — за вклад в подготовку и проведение XIX Всемирного фестиваля молодежи и студентов в 2017 году в городе Сочи;
- Памятная медаль «XIX Всемирного фестиваля молодежи и студентов 2017 года в г. Сочи» (награда от имени Президента Российской Федерации, 2018) — «за вклад в подготовку XIX Всемирного фестиваля молодежи и студентов 2017 года в г. Сочи»;

- Почётная грамота Министерства образования и молодежной политики Чувашской Республики (2014);
- Государственная премия Чувашской Республики в области гуманитарных наук (2015);
- Почётный гражданин Норваш-Шигалинского сельского поселения (2019);

- Действительный государственный советник Чувашской Республики 3-го класса;
- Муниципальный советник Чувашской Республики 1-го класса[74].

## Основные работы

### Научные работы
- Исаев Ю. Н., Андреев В. В., Абрамов А. С. Язык: внутренняя структура и функционирование. — Чебоксары: Издательство Чувашского университета, 2000. — 124 с.;
- Исаев Ю. Н. Чувашские эмотивные антропосемизмы. — Чебоксары: Издательство Чувашского университета, 2006. — 157 с.;
- Исаев Ю. Н. Словообразовательный и семантический анализ флористической терминологии языков различных систем. — Чебоксары: Издательство Чувашского университета, 2010;
- Исаев Ю. Н. Флористическая терминология в языках Туранского союза / Отв. ред. Ы. Абдужаппаров; Минобразования и науки Республики Казахстан. — Астана: Издательство Сарыарка, 2011. — 368 с.;
- Исаев Ю. Н. Фитонимический концептуарий как словарь нового типа (на материалах чувашского и русского языков): монография / Науч. ред. В. И. Сергеев. — Чебоксары: Чувашское книжное издательство, 2013. — 191 с.;
- Исаев Ю. Н., Николаев Г. А. Чувашскому государственному институту гуманитарных наук — 85 лет (1930—2015). — Чебоксары: ЧГИГН, 2015. — 32 с.
- Isayev Yu. N. Phytonymical conceptuary as a dictionary of new type (on the materials of the Chuvash and Russian languages): monograph / scientific editor V. I. Sergeev. — Cheboxary: Chuvash book publishing house, 2013. — 191 pages;
- Исаев Ю. Н., Сергев В. И., Филиппов А. Л. Лингвокультурология и национально-культурная семантика. — Чебоксары: Издательство Чувашского университета, 2013. — С. 171—250;
- Исаев Ю. Н. Семантическая структура многозначного слова // Антропосемантика, антропосеми тата антропоконнотатив // Вестник Чувашского университета, 1998;
- Исаев Ю. Н. Фитонимическая картина мира в разноструктурных языках // www.chuvsu.ru
- Исаев Ю. Н. Сцена ҫинчи вут-ҫулӑм: очерк. — Шупашкар: ЧПГӐИ, 2016. — 35 с.

### Художественная литература
- Исаев Ю. Н. Çĕнĕ касăн шухă яшĕсем. — Шупашкар: ЧКИ, 2023. — 152 с.
- Исаев Ю. Н. Картсем. — Шупашкар: 2019